# Stenalcidia detractaria
Stenalcidia detractaria är en fjärilsart som beskrevs av Walker 1860. Stenalcidia detractaria ingår i släktet Stenalcidia och familjen mätare. Inga underarter finns listade i Catalogue of Life.